# خیرآباد (ارسنجان)
خیرآباد (ارسنجان)، روستایی از توابع بخش مرکزی شهرستان ارسنجان در استان فارس ایران است.

## جمعیت
این روستا در دهستان شورآب قرار دارد و براساس سرشماری مرکز آمار ایران در سال ۱۳۸۵، جمعیت آن ۱۶۹ نفر (۳۳خانوار) بوده‌است.